# Cimetière de Préville
Pour les articles homonymes, voir Préville.
Le cimetière de Préville est l'un des deux cimetières de Nancy, avec le cimetière du Sud.
Ce cimetière, situé au centre-ouest de Nancy, entre le quartier de la gare, le quartier de Boudonville et le quartier de la Commanderie, est encadré par la rue de la Côte au nord, la rue Raymond-Poincaré et l'avenue de Boufflers au sud, la rue Notre-Dame-des-Anges à l'est, et la rue Messier à l'ouest.

## Cimetière chrétien
Il abrite de nombreuses tombes monumentales aux noms prestigieux des membres fondateurs de l'École de Nancy et de célèbres artistes lorrains tels :
- la famille Majorelle avec l'ébéniste Louis Majorelle et son fils, le peintre Jacques Majorelle ;
- la très sobre tombe d'Émile Gallé, le verrier d'art ;
- le caveau familial d'Eugène Corbin, principal mécène de l'École de Nancy par le sculpteur Alfred Finot ;
- une tombe de style Art nouveau, érigée dans le cimetière en 1901, déplacée et désormais visible dans le jardin du musée de l'École de Nancy depuis 1969 ;
- La tombe d'Auguste Desch, artiste peintre ;
- La tombe d'Émile Friant, artiste peintre.

On y trouve également d'autres tombes de Nancéiens célèbres :
- François Félix Crousse, horticulteur, l'un des fondateurs de la Société centrale d'horticulture de Nancy ;
- Adolphe Fourier de Bacourt, diplomate;
- Edmond Berlet, député, sénateur de Nancy, ancien sous-secrétaire d'Etat aux colonies
- Jules Criqui, architecte du diocèse de Nancy qui réalisa de nombreux édifices religieux ainsi que de nombreuses demeures privées de style art déco ;
- Antoine Drouot, général de division, pair de France ;
- Victor Huel, sculpteur ;
- Émile Hinzelin, écrivain et journaliste ;
- Prosper Morey (1805-1886), prix de Rome d'architecture (1831) et architecte de la basilique Saint-Epvre de Nancy ;
- Gustave Simon, ancien maire, tombe de style art déco ;
- Henri Blahay (1869-1941), peintre nancéien, par le sculpteur Alfred Finot ;
- Louis Léopold Buquet (1768-1835), général-baron d'Empire (contre le mur rue Notre-Dame-des-Anges, en face de la villa no 40) ;
- Jean Prouvé (1901-1984), architecte et designer ;
- Famille Guerrier de Dumast, qui contribua au rétablissement de l'Université de Nancy.

D'autres personnes célèbres y reposent :
- Joseph Merklin, facteur d'orgues, qui construisit notamment les orgues de la basilique Saint-Epvre ;
- Marie Marvingt, pionnière de l'aviation française ;
- Le Père Duval, jésuite, chanteur dans les années 1960.

Le peintre nancéien Émile Friant a pris ce cimetière comme décor pour son tableau La Toussaint (1888, musée des beaux-arts de Nancy) ; il y a été par la suite inhumé.

Sépultures de style Art nouveau
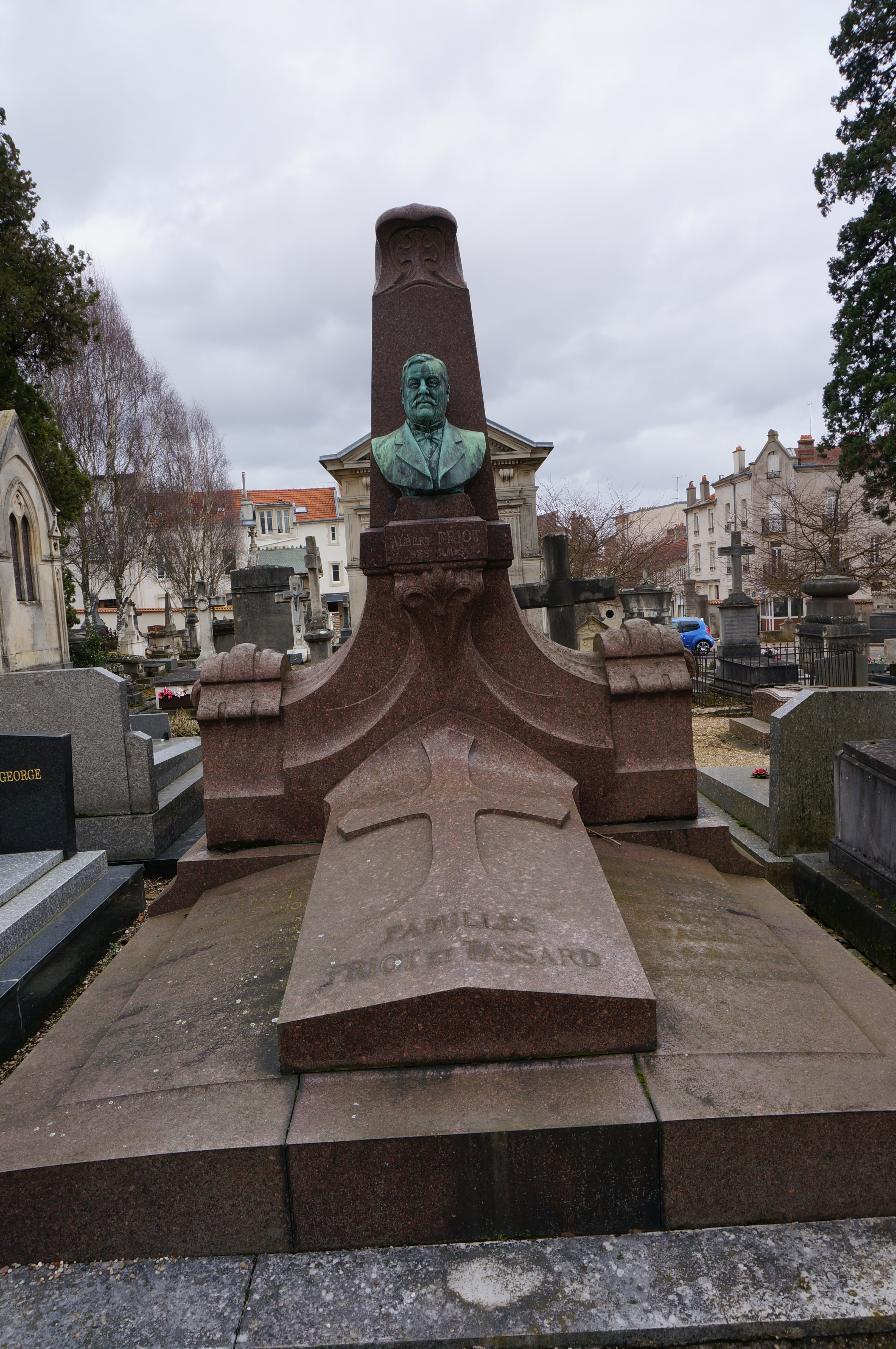
Le docteur Friot.
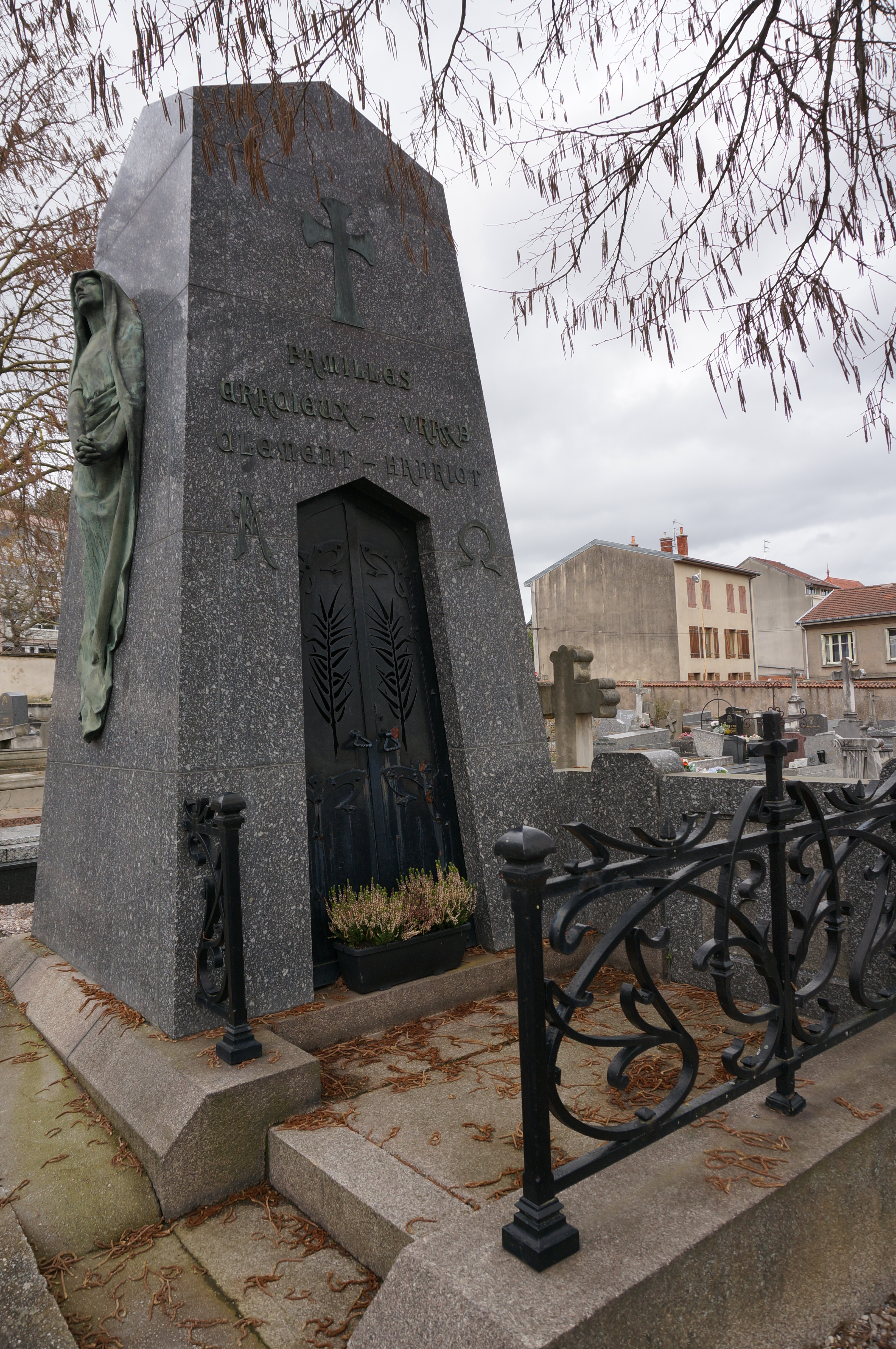
Famille Gracieux Evrard Hanriot.
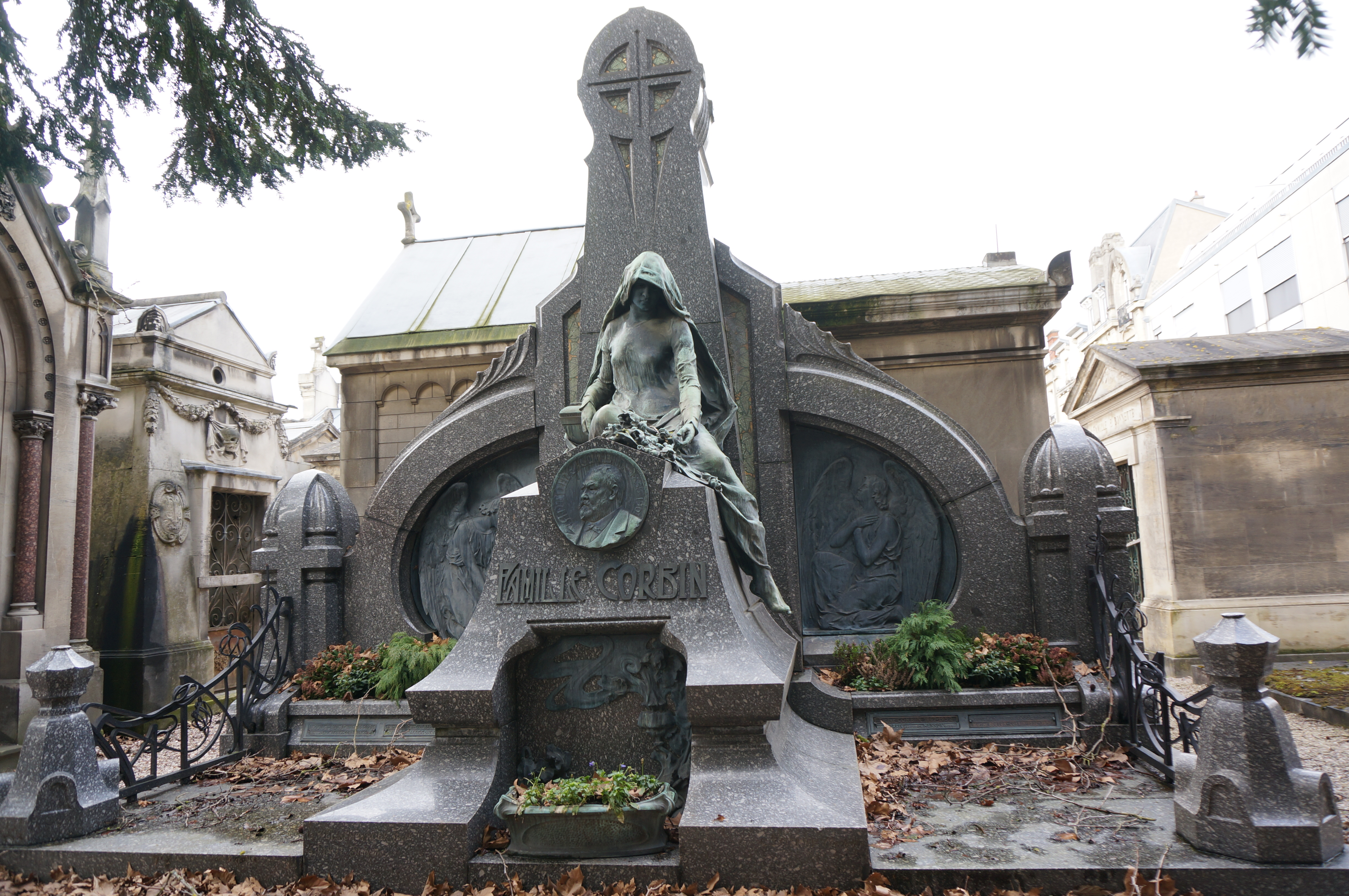
Famille Corbin.
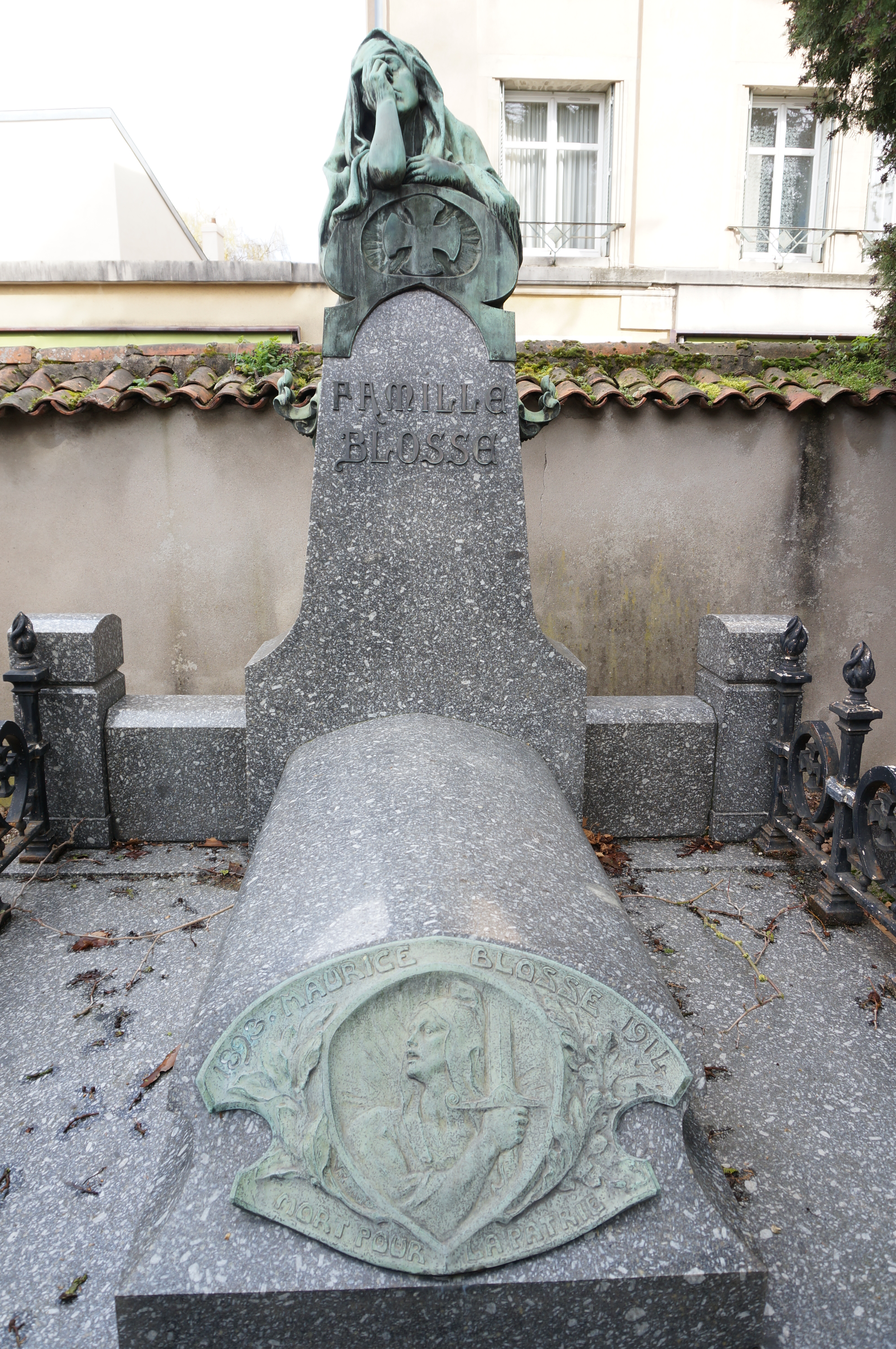
Famille Blosse.
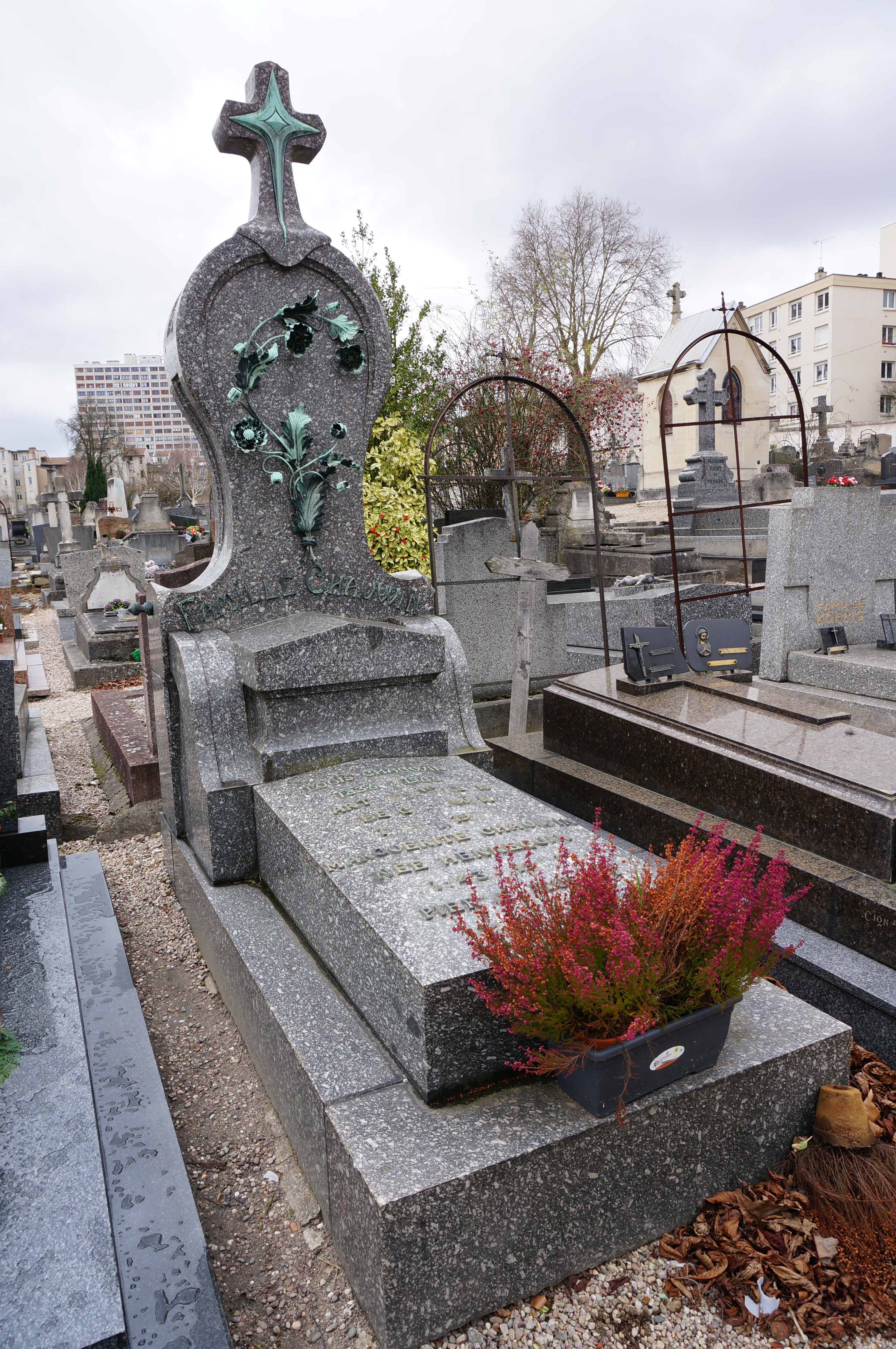
Famille Chauwin.
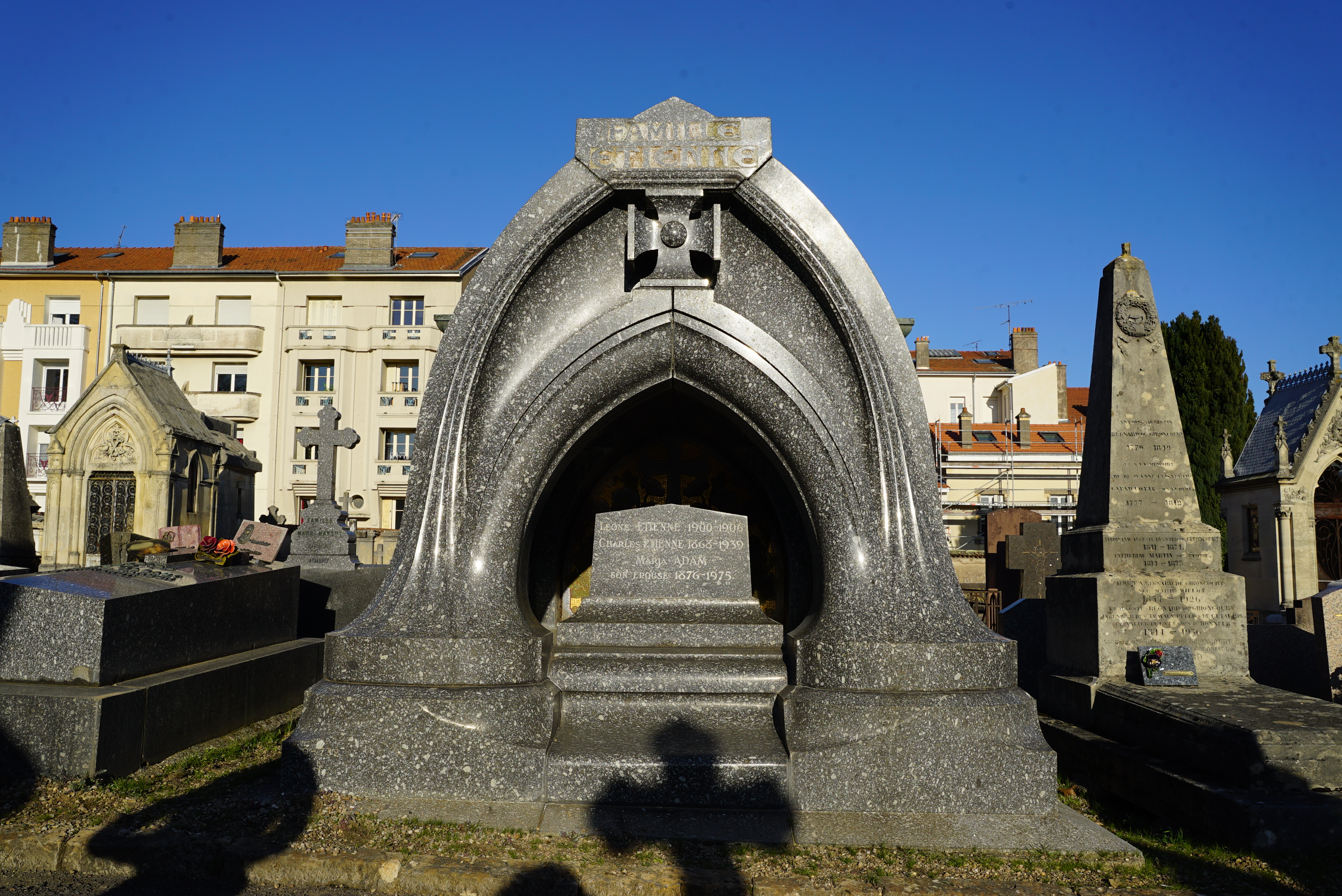
Famille Étienne.

### Commémoration

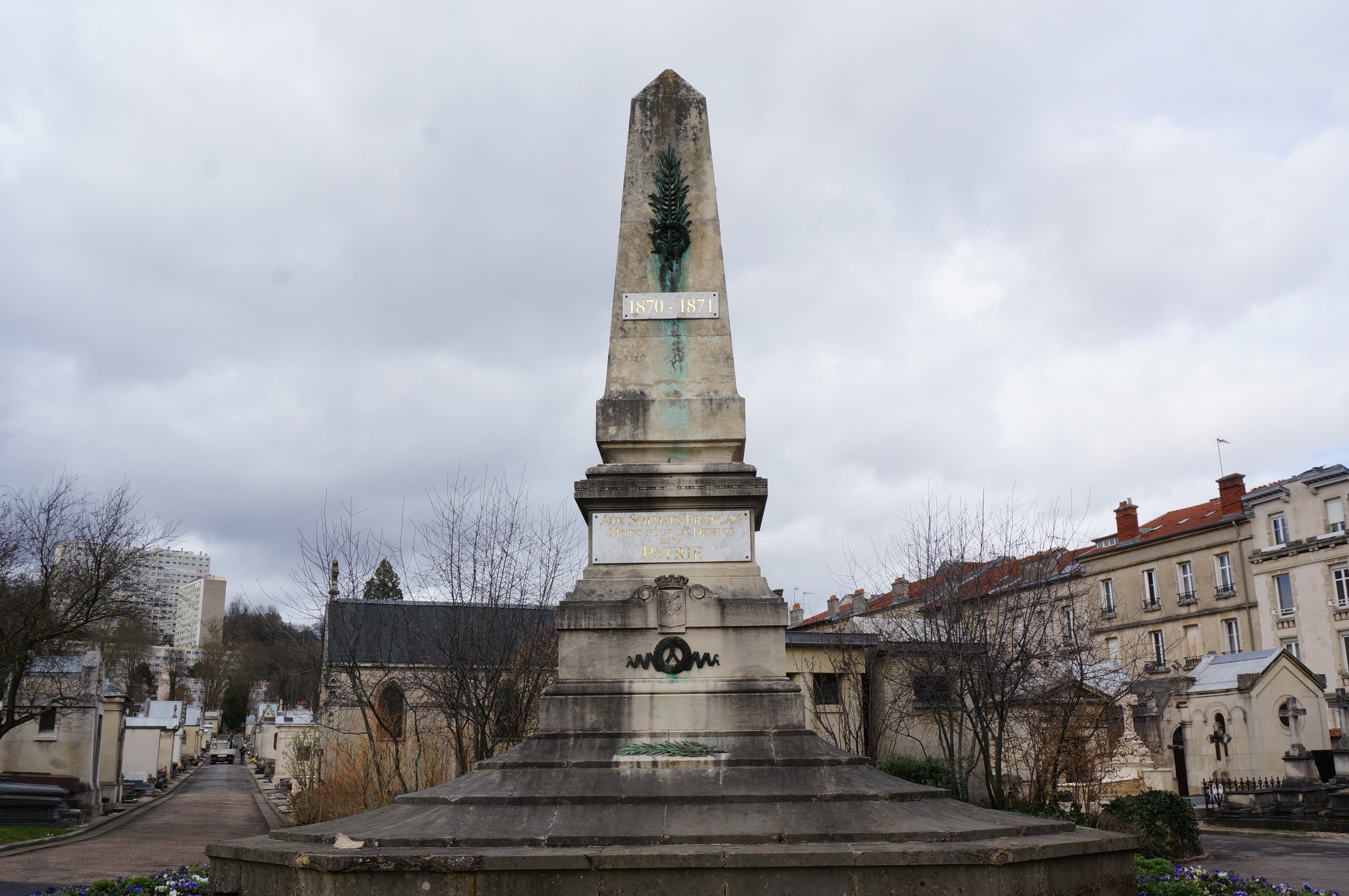
Monument aux morts de la Guerre de 1870.

Certaines personnalités « bienfaitrices de la ville » sont regroupées en un cercle à l'entrée de la rue Bassompierre : 
- Henri Braconnot (1780-1855) botaniste et chimiste ;
- Virginie Mauvais, institutrice ;
- Magdeleine Didion ;
- Barbe Raugraff ;
- Pierre Bénit ;
- Charles Jeannot.

Sépultures des bienfaiteurs de la ville de Nancy
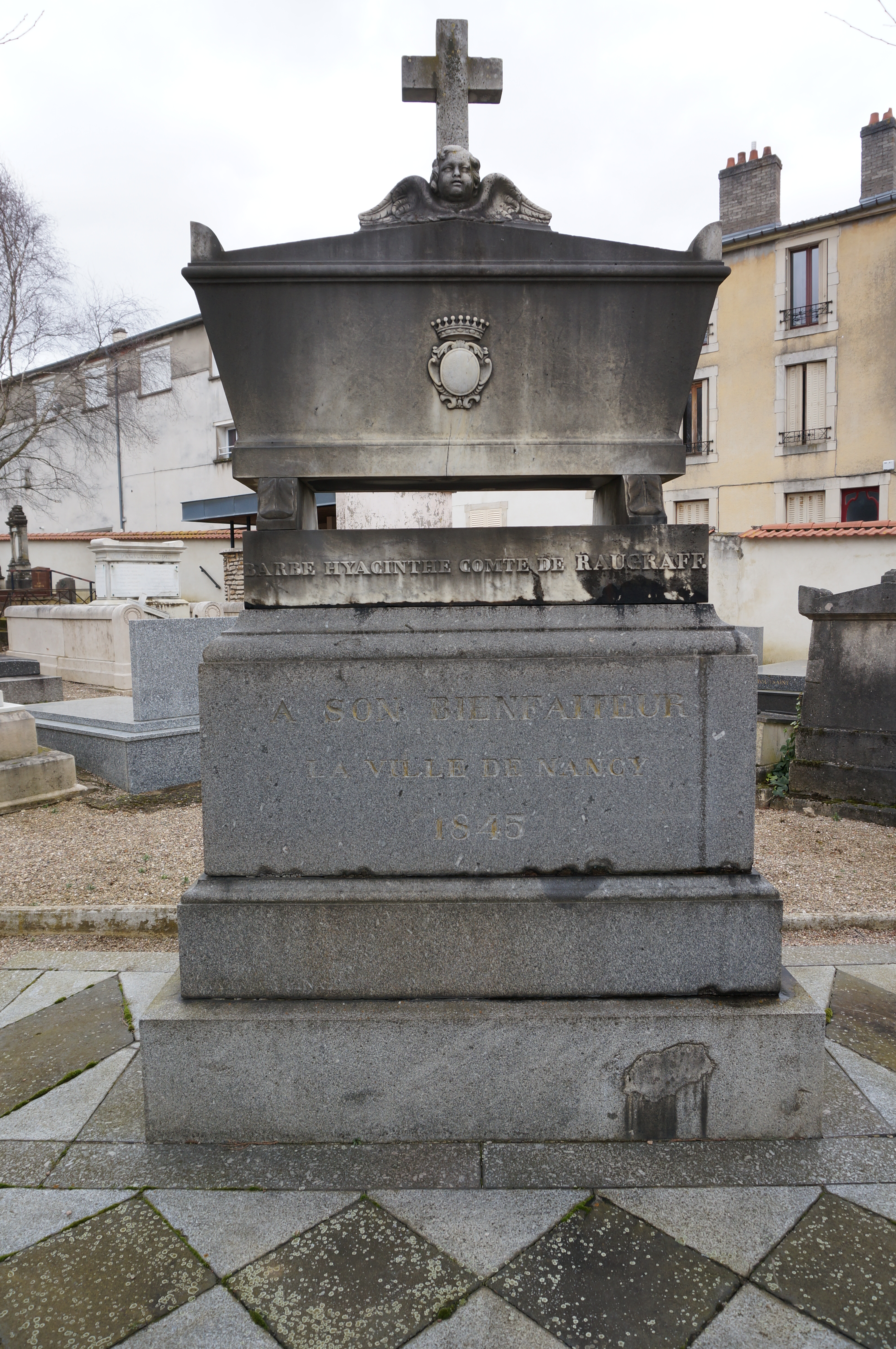
Barbe Raugraff.
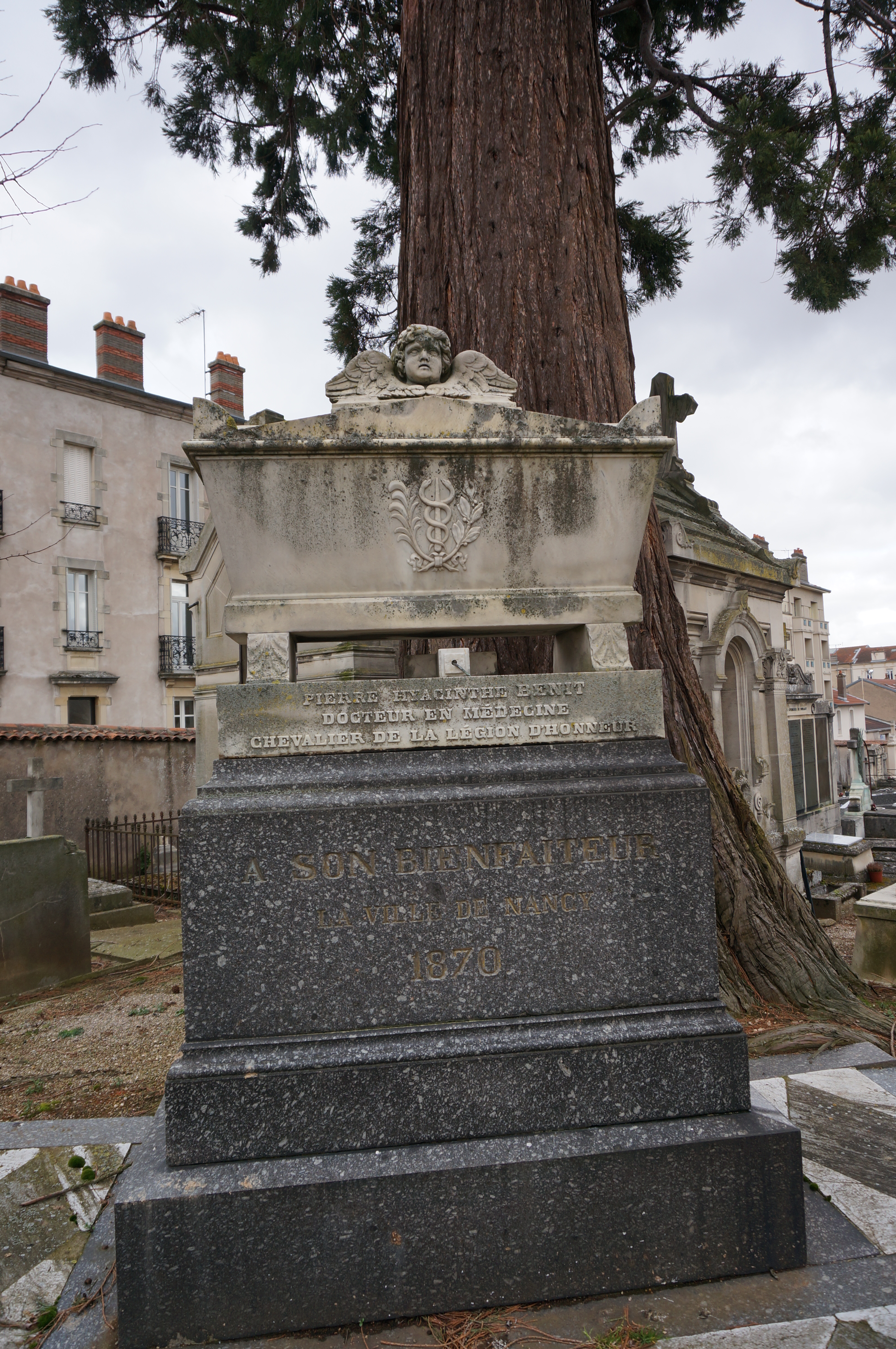
Pierre Benit.
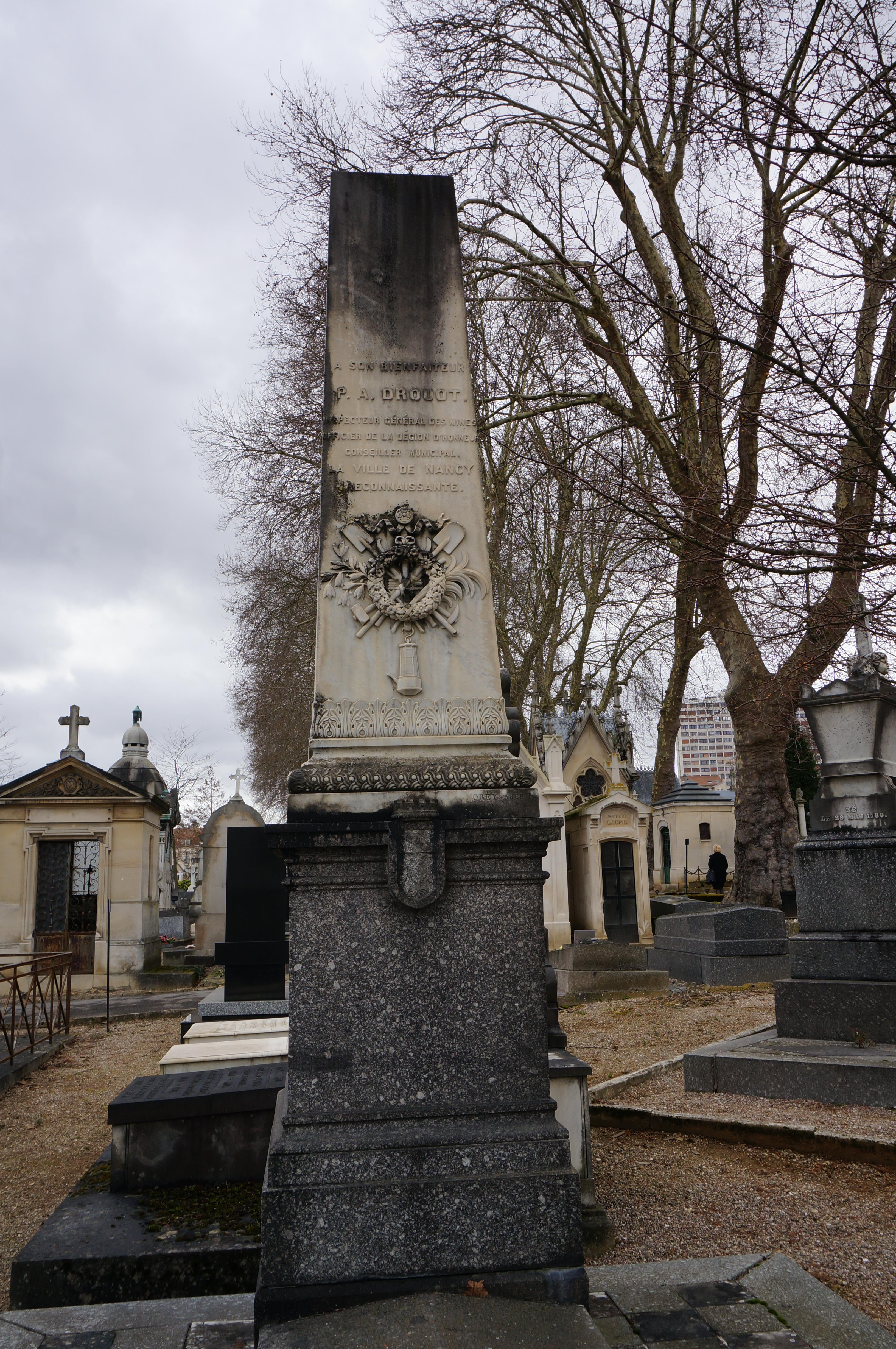
Drouot.
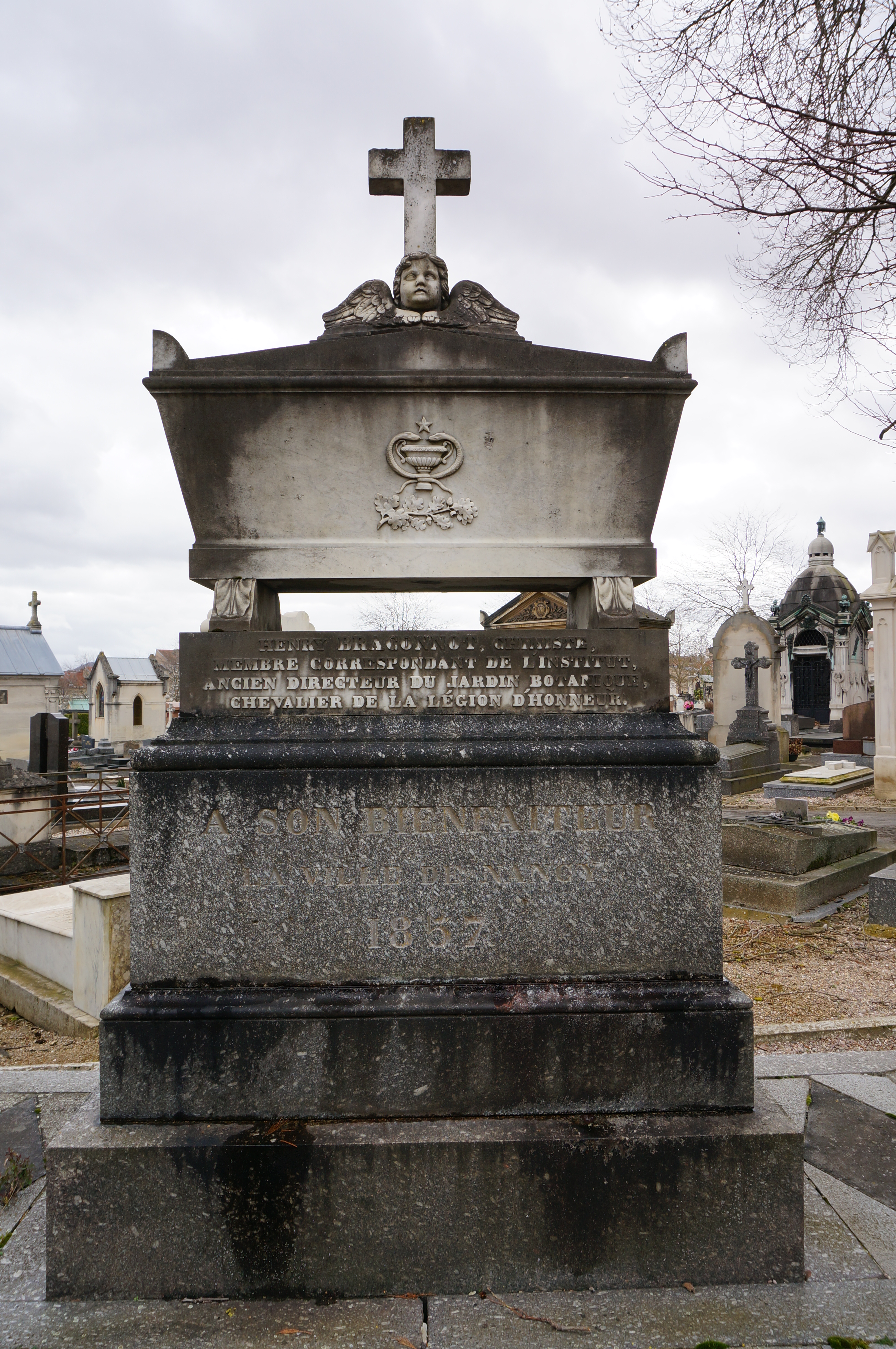
Henri Braconnot.
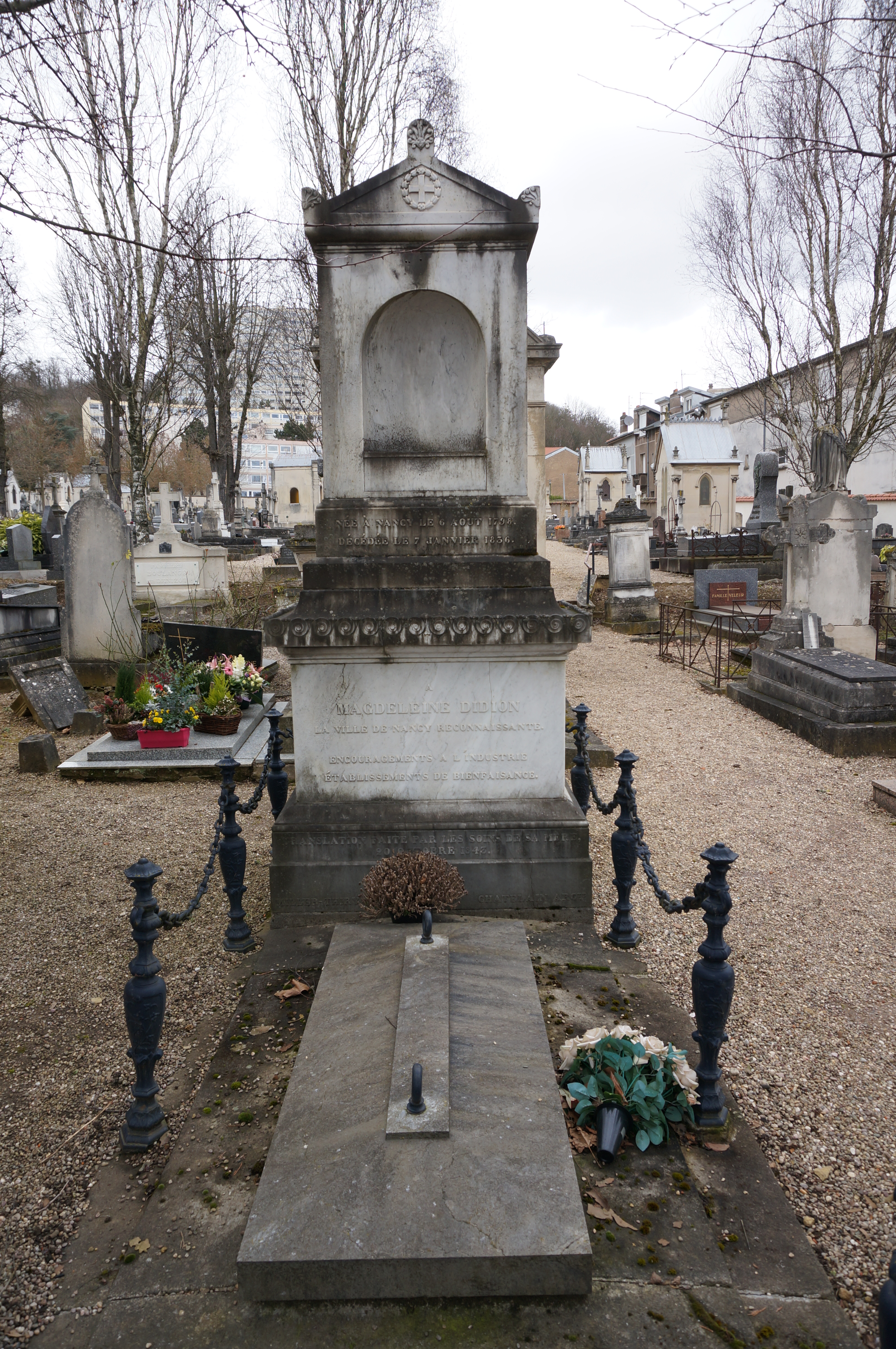
Magdeleine Didion.

### Cimetière allemand de la guerre de 1870
Dans le haut du cimetière on trouve un cimetière allemand de la guerre de 1870. Certains soldats de l'armée prussienne sont restés à Nancy de 1870 à 1873 pour vérifier le paiement des dommages de guerre. Le cimetière comprend également une vaste fosse commune pour les corps des soldats des deux camps morts dans les hôpitaux de la ville.

Le cimetière allemand de la guerre de 1870
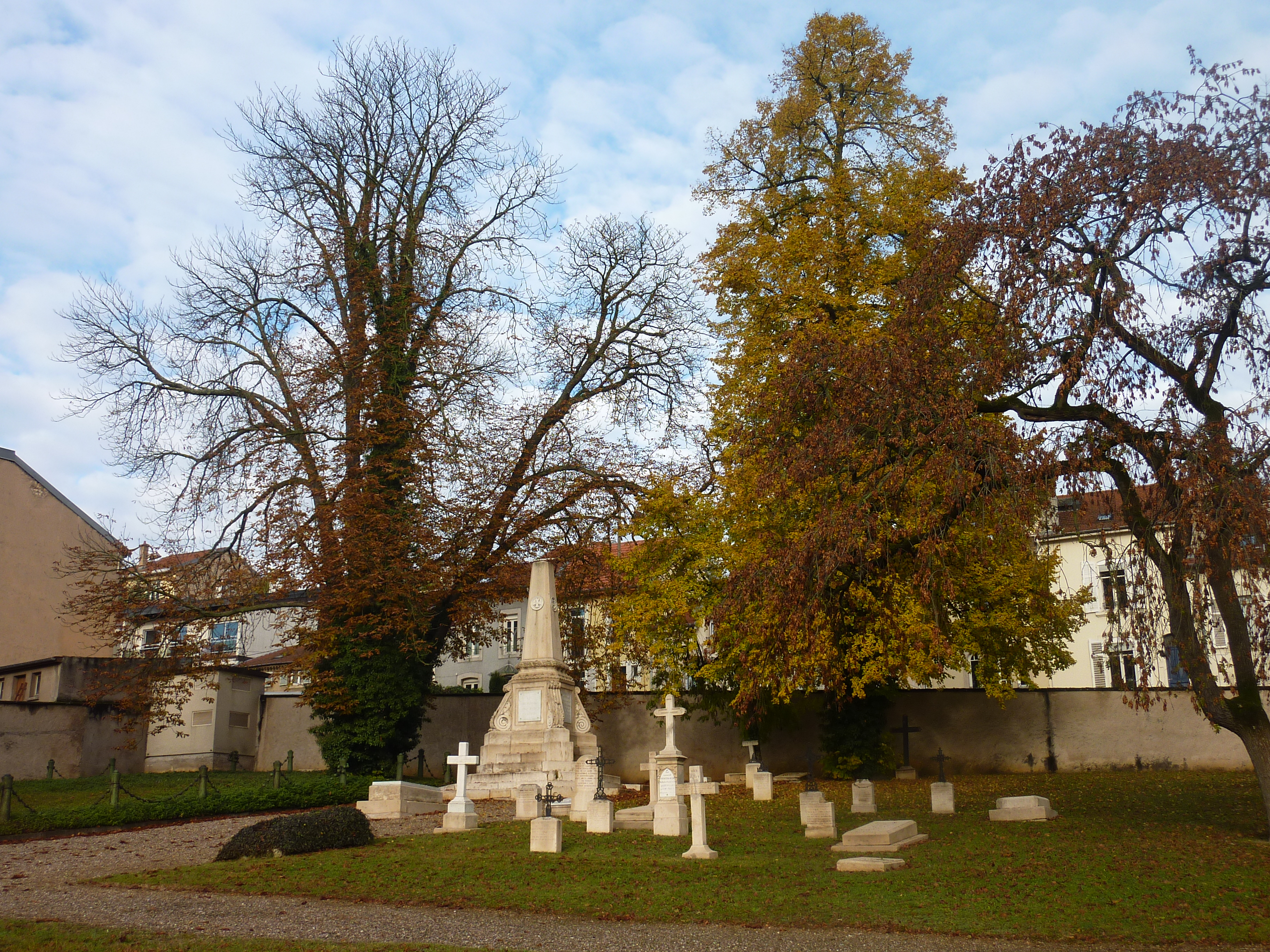
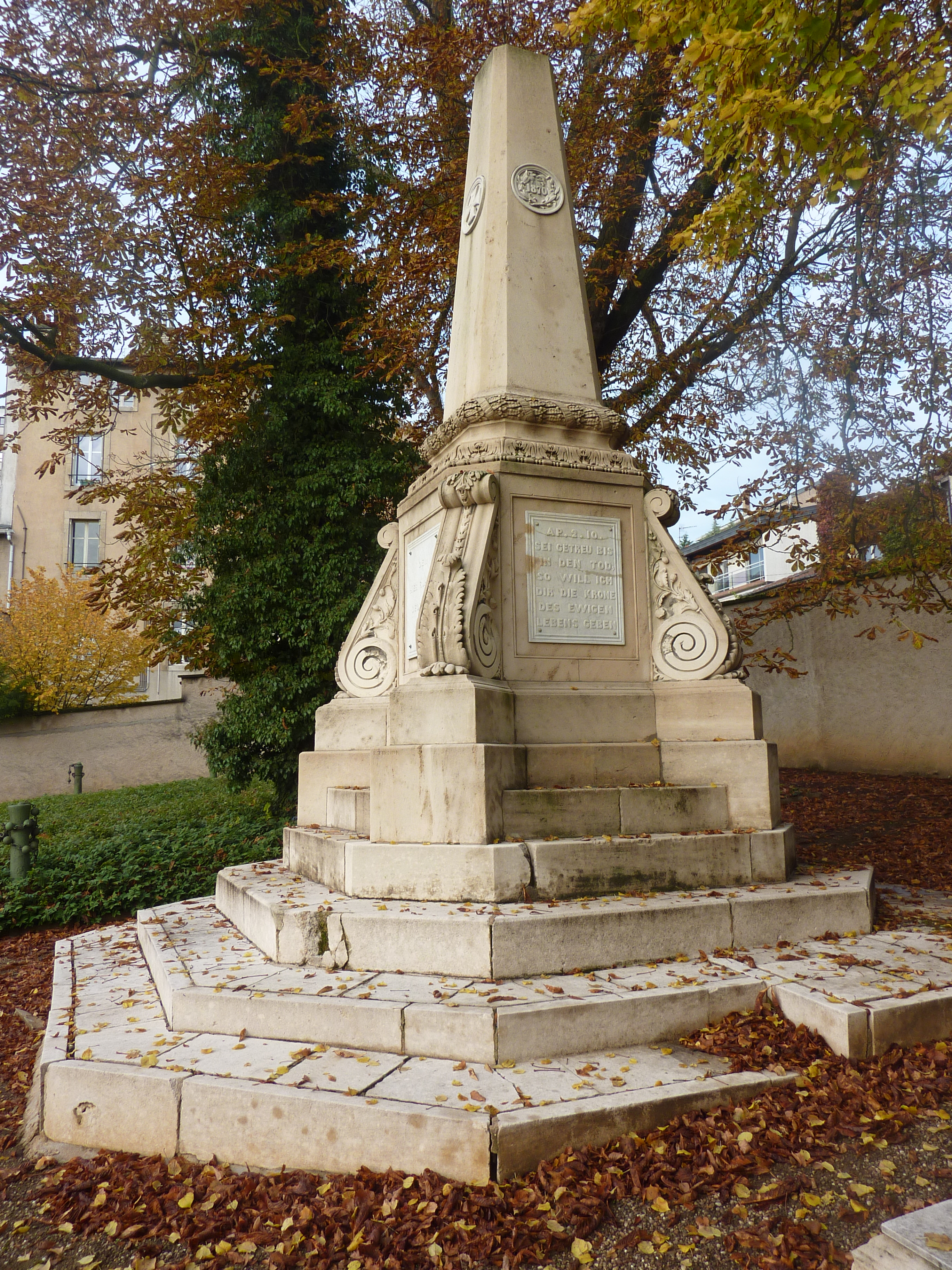
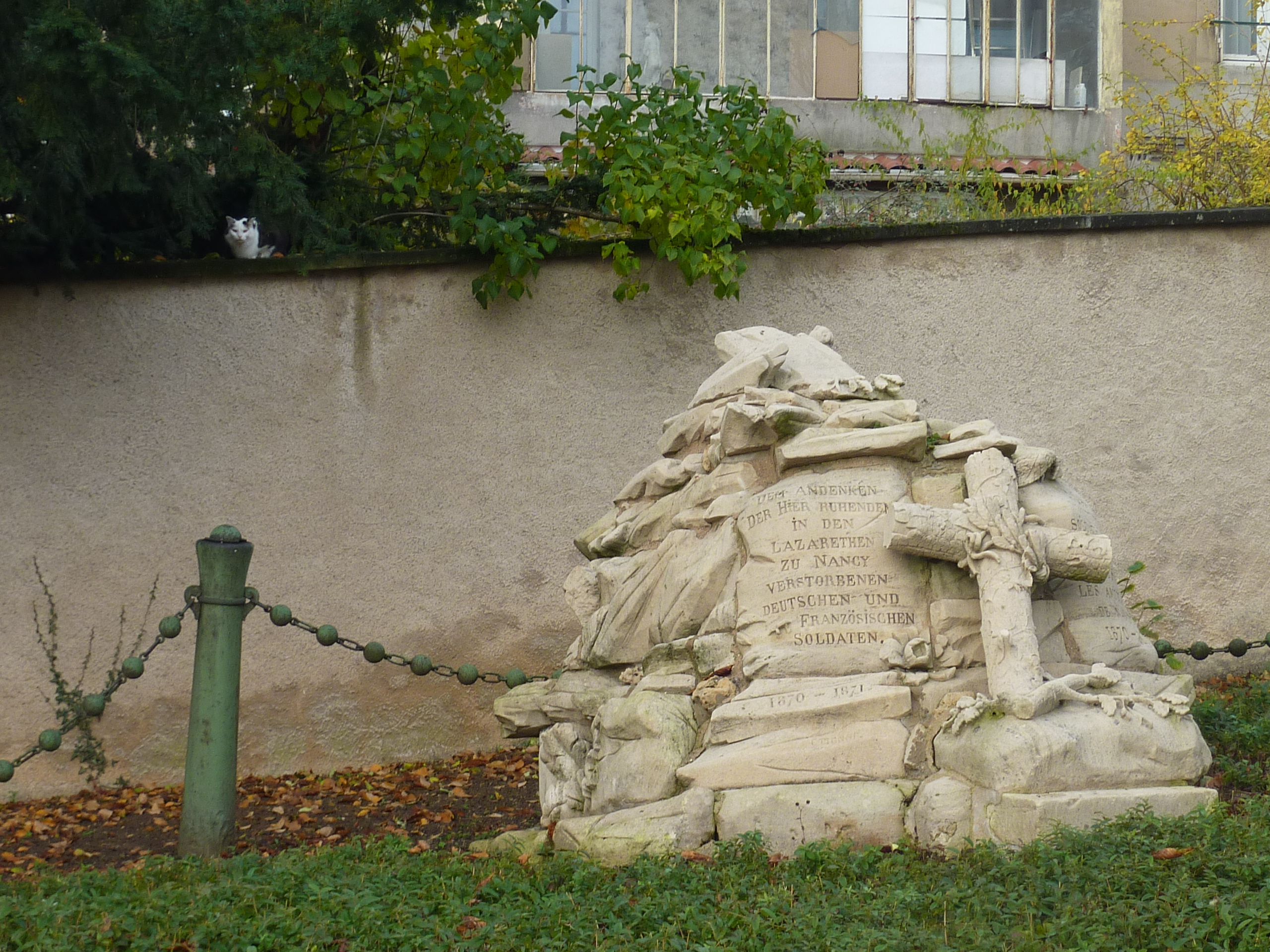
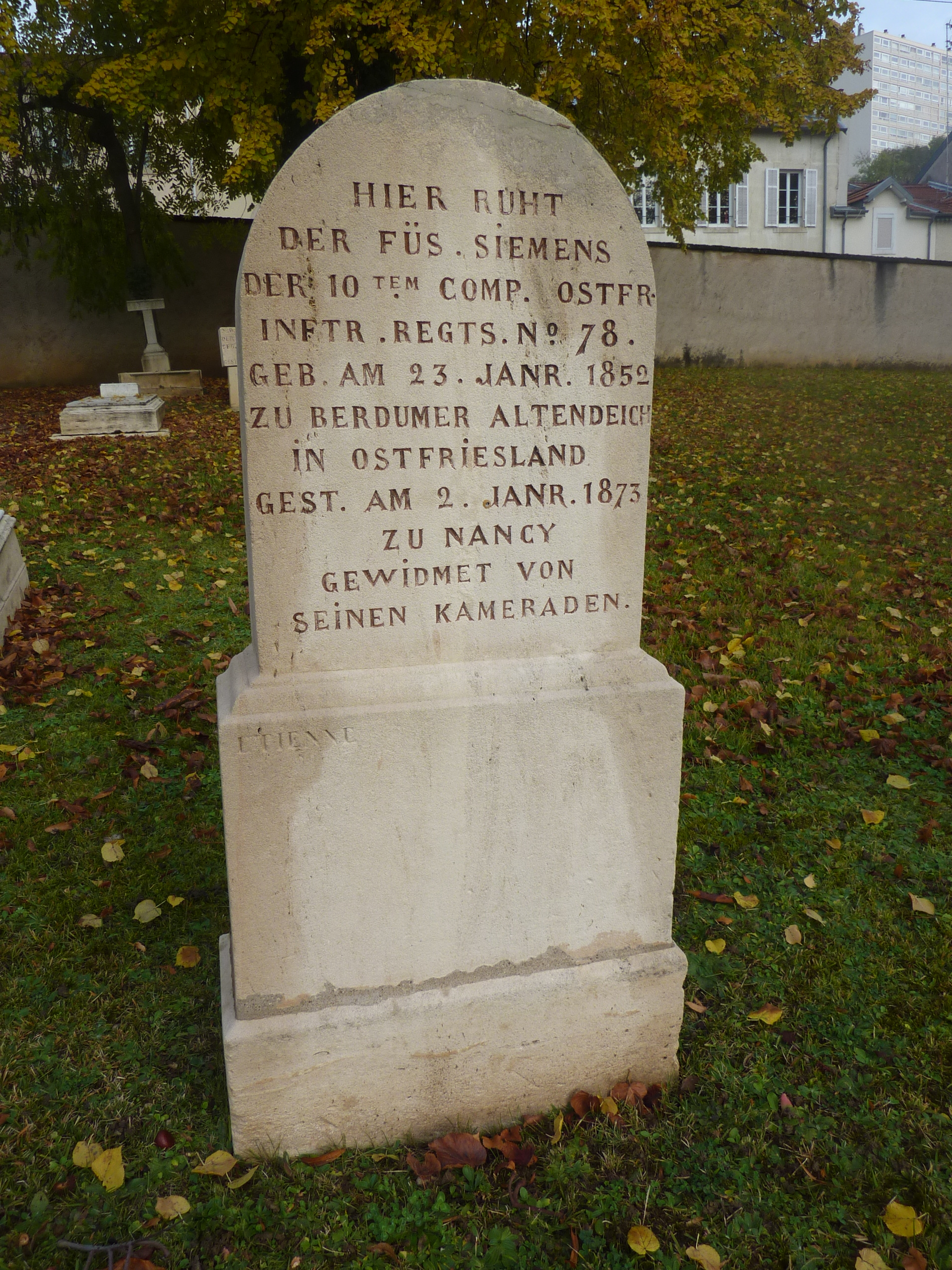
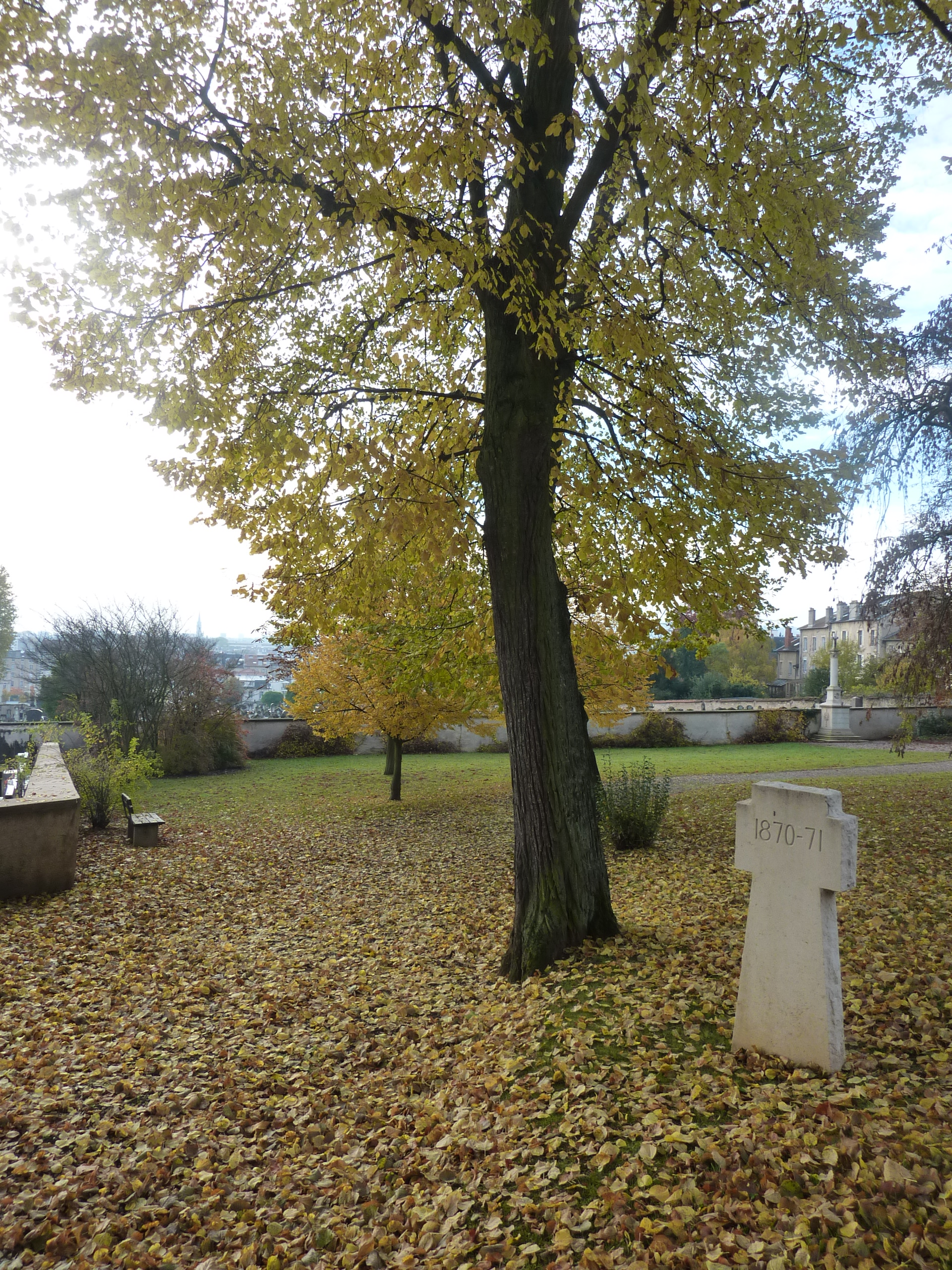
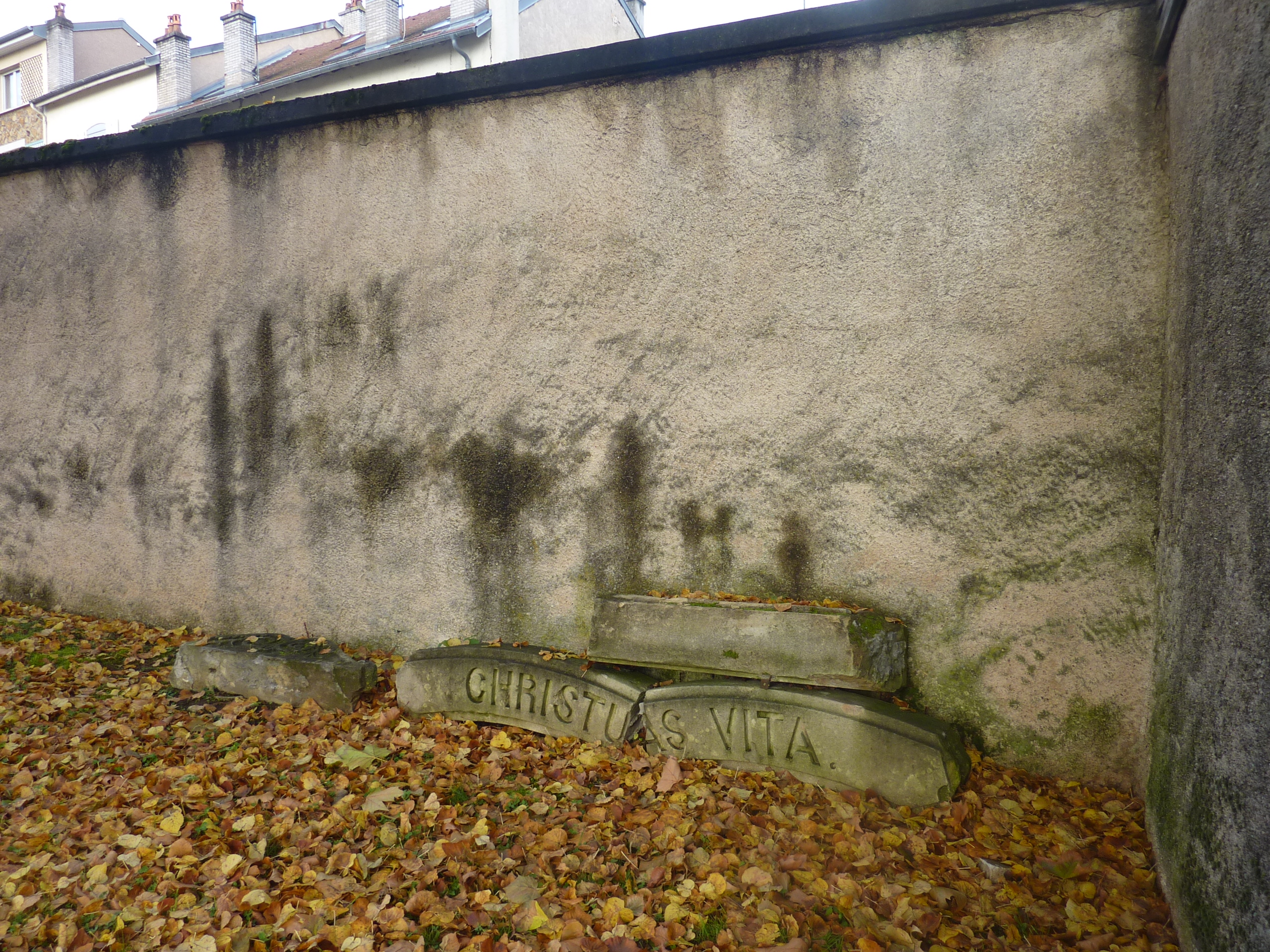

## Cimetière israélite de Nancy
La section israélite du cimetière de Préville est située au no 2 avenue de Boufflers.

Le cimetière israélite
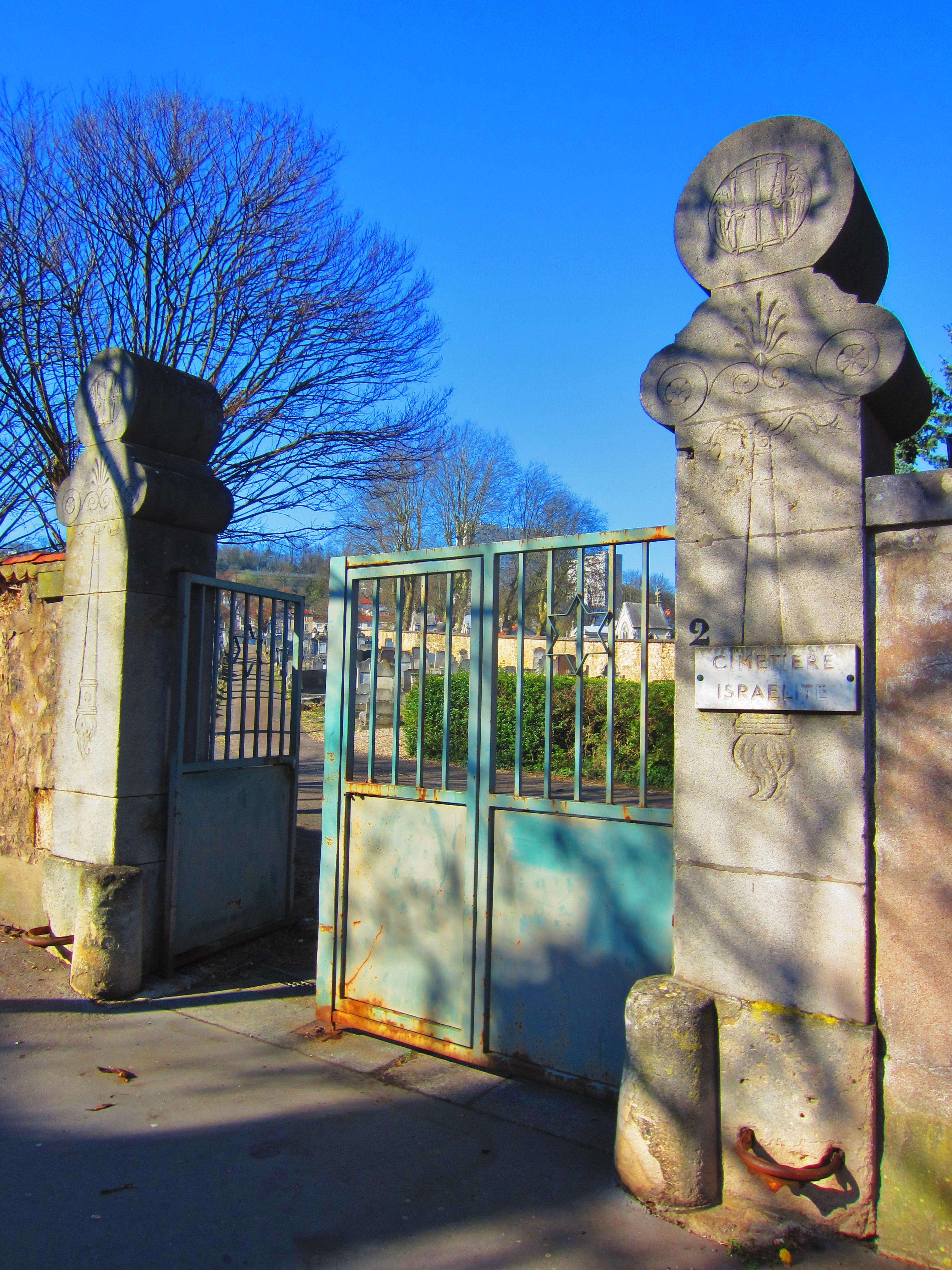
L'entrée du cimetière.
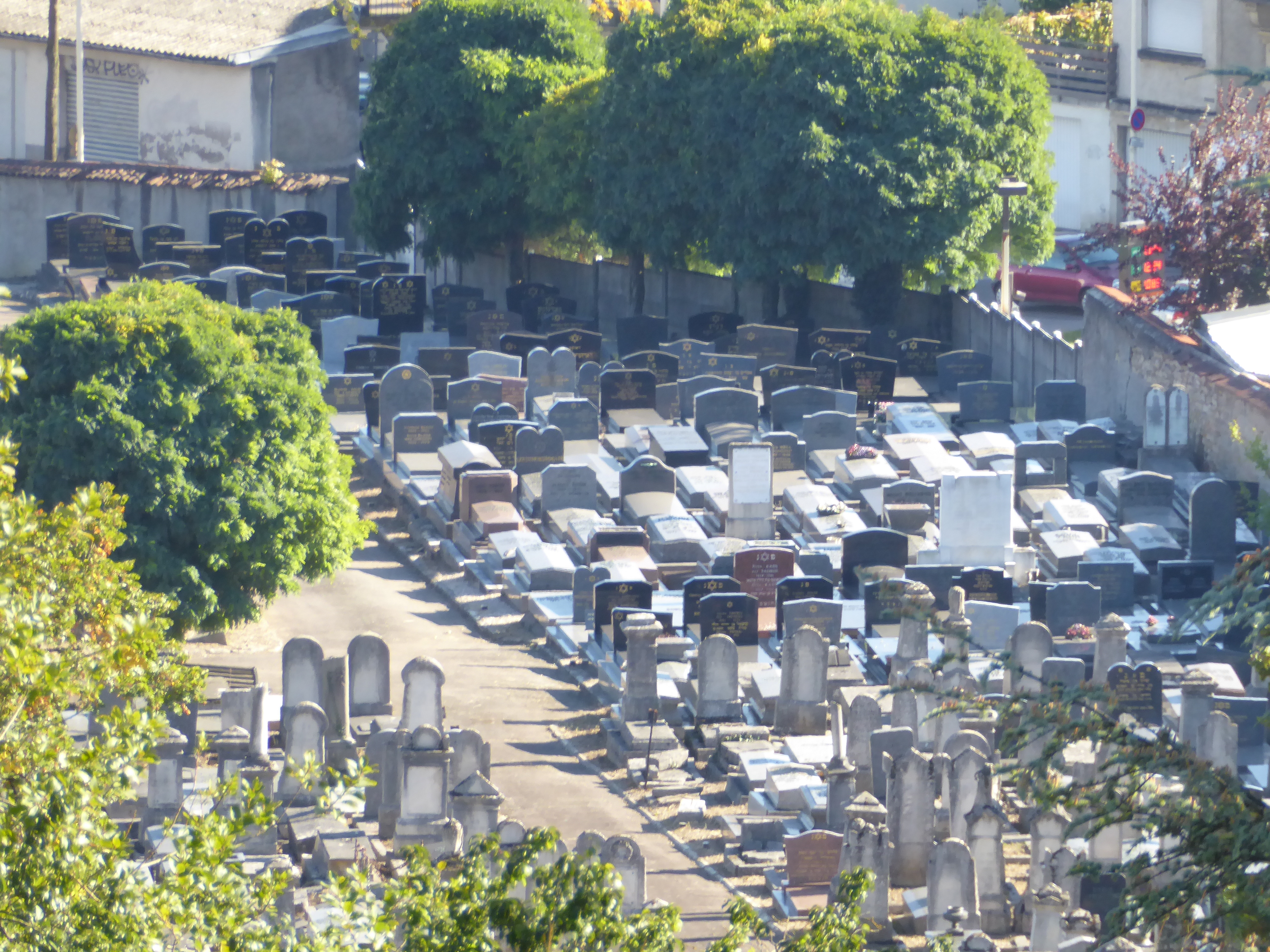
Le cimetière israélite vu depuis le parc de la Cure d'Air.
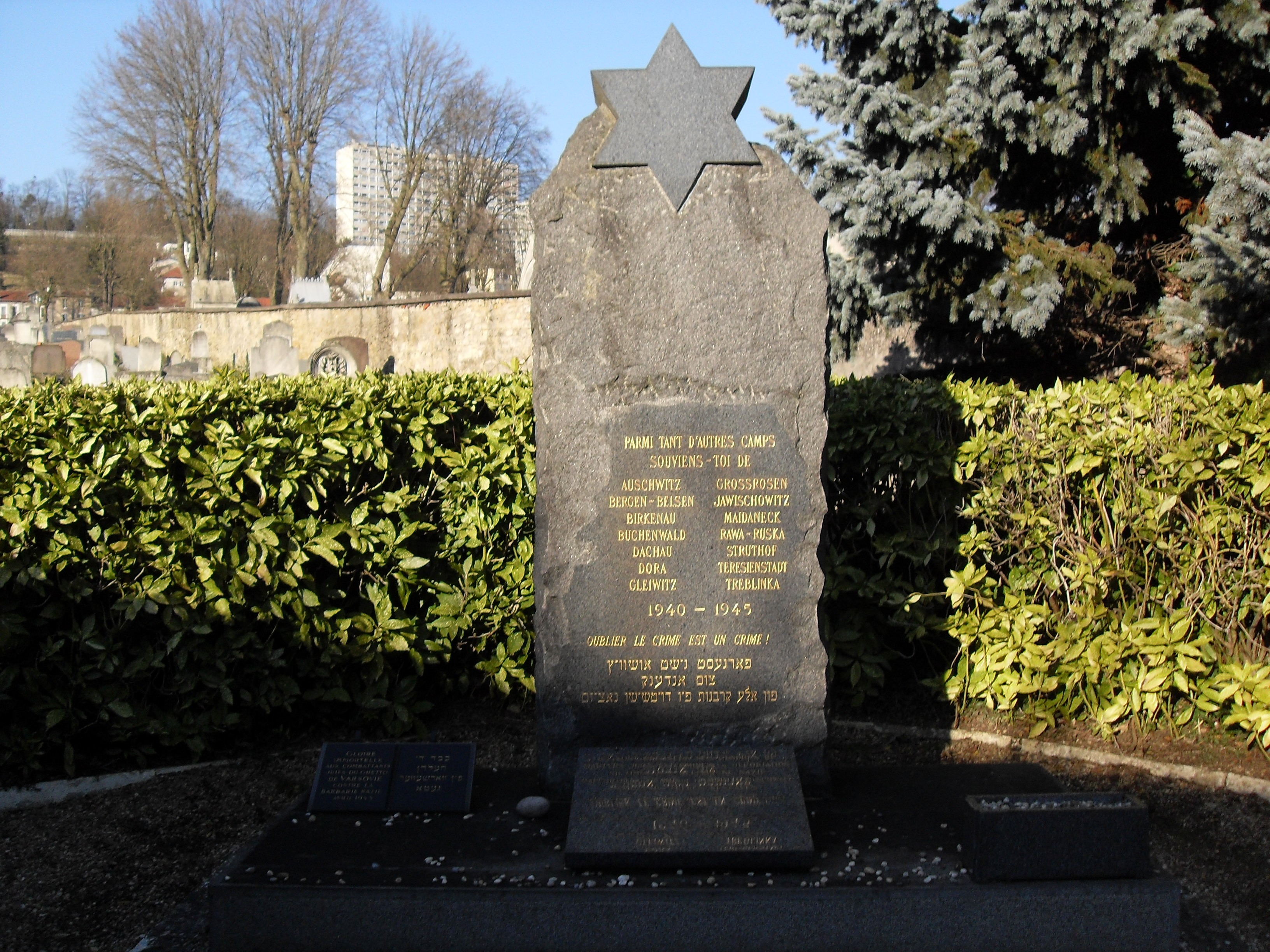
Le Monument en mémoire de la Shoah.